# Cerro Tres Kandú
Il Cerro Tres Kandú o Cerro Peró (Tres Kandu o Perõ in lingua guaraní) è il punto più elevato dell'Paraguay. 

## Collocazione
Si trova nel comune di General Eugenio Garay (Dipartimento di Guairá) e appartiene a una catena di basse montagne chiamata Ybytyruzú. 

## Storia e turismo
Il rilievo era importante per le Forze armate del Paraguay per la sua collocazione molto adatta all'installazione di apparecchiature per le telecomunicazioni. Anche la compagnia nazionale elettrica (ANDE) vi installò un proprio ripetitore radio. Oggi tali installazioni sono state abbandonate. Nei pressi della montagna sono collocati un albergo e due campeggi.